# Listă de gangsteri italoamericani după organizație
Această listă include gangsteri italoamericani și personalități ale crimei organizate în funcție de regiune și de organizație.

## New York

### Familia Genoveze

#### Șef/șef interimar
- Giuseppe "The Clutch Hand" Morello - șef (anii 1890-1909)
- Nicholas "Nick" Morello - șef (1909-1916) ucis în 1916
- Vincenzo "Vincent" Terranova - șef (1916-1920)
- Giuseppe "Joe the boss" Masseria - boss (1920–1931)
- Charlie "Lucky" Luciano - șef (1931-1946)
- Frank "Prim-ministrul" Costello - șef interimar (1936-1945), șef (1946-1957)
- „Don” Vito Genovese - subșef (1931–1936), șef (1957–1969)
- Anthony "Tony Bender" Strollo - șef interimar (1959–1962)
- Thomas "Tommy Ryan" Eboli - șef interimar (1962-1965)
- Frank Tieri - șef de fațadă (circa 1972–1981)
- Philip Lombardo - șef (1969–1981)
- Anthony "Fat Tony" Salerno - șef de fațadă (1981–1987)
- Vincent "Chin" Gigante - subșef (1981-1987), șef (1981-2005)
- Liborio Bellomo - șef interimar (1990-1992), șef de stradă (1992-1996), șef (2010-prezent)
- Dominick "Quiet Dom" Cirillo - șef interimar (1997-1998)
- Matthew "Matty The Horse" Ianniello - șef interimar (1997-2005)
- Mario Gigante - șef de stradă (2006-2007)
- Daniel Leo (mafiot) - șef interimar (2005-2008)

#### Subșef / consigliere
- Willie Moretti - subșef, capo
- Venero Mangano - subșef, capo
- Gerardo Catena - subșef, capo
- Saverio Santora - subșef, capo
- Michele Miranda - consigliere
- Louis Manna - consigliere
- James Ida - consigliere
- Lawrence Dentico - consigliere

#### Capo / soldat / asociat
- Joe Adonis - capo
- Peter DeFeo - capo
- Anthony Provenzano - capo
- Anthony Strollo - capo
- Tino Fiumara - capo
- Vincent Alo - capo
- Anthony Carfano - capo
- Michael Coppola - capo
- John Ardito - capo
- Angelo DeCarlo - capo
- Vincent Cafaro - soldat, informator (1986)
- Joseph Lanza - soldat (circa 1920-1968)
- Joseph Valachi - soldat, informator
- Carmine Romano - soldat

### Familia Gambino

#### Șef / șef interimar
- Șeful Salvatore "Toto" D'Aquila (1916-1928)
- Manfredi "Al" Mineo - șef (1928-1930)
- Frank Scalice - șef (1930–1931)
- Vincent Mangano - șef (1931–1951)
- Albert "Domnul Înaltul călău" Anastasia - șef (1951–1957), sub-șef (1931–1951)
- Carlo "Don Carlo" Gambino - șef (1957–1976), subșef(1957)
- Paul "Big Paulie" Castellano - șef (1976–1985)
- John "The Teflon Don" Gotti - șef (1985-2002)
- Junior Gotti - șef interimar (1992-1996, 1997-1999)
- Peter Gotti - șef (2002–2011); șef interimar (1999-2002)
- Arnold Squitieri - șef interimar (2002-2005)
- Jackie D'Amico - șef interimar (2005)
- Nicholas Corozzo - șef interimar (2005-2008)
- Jackie D'Amico - șef de stradă (2008-2011)
- Domenico Cefalu - boss (2011 – prezent)
- Frank Cali - șef interimar (2015-2019)

#### Subșef/ consigliere / capo
- Aniello "Mr. Niel" Dellacroce - subșef (1965–1985)
- Frank DeCicco - subșef (1985–1986)
- Joseph Armone - subșef (1986-1990), consigliere (1990-1992)
- Salvatore "Sammy Bull" Gravano - subșef (1990-1992), consigliere (1987-1990) - A devenit informator guvernamental
- Thomas Bilotti - subșef (1985)
- Frank Locascio - actor sub cap (1986-1990), actor consigliere (1990-1992)
- Arnold Squitieri - șef interimar (2002-2005)
- Joseph N. Gallo - consigliere (1957–1986)
- Joseph Corozzo - consigliere (1992 – prezent)
- Carmine Lombardozzi - capo
- Anthony Gaggi - capo
- Michael DiLeonardo - capo
- Anthony Scotto - capo
- Anthony Ciccone - capo
- Carmine Fatico - capo
- Angelo "Quack Quack" Ruggiero - capo
- Nicholas Corozzo - capo
- Gene Gotti - capo
- John A. Gotti - capo
- Richard V. Gotti - capo
- Ronnie Trucchio - capo
- Salvatore Scala - capo
- Salvatore LoCascio - capo
- Louis Ricco - capo
- James Squillante - capo
- James Failla - capo
- Thomas Gambino - capo
- Stephen Grammauta - capo
- George Remini - capo
- Jackie D'Amico - capo
- Leonard DiMaria - capo
- George DeCicco - capo
- Thomas Cacciopoli - capo
- Robert "DB" DiBernardo - capo
- John Gambino - capo
- Pasquale Conte - capo

#### Soldat / asociat
- Roy DeMeo - soldat
- Anthony Senter - asociat
- Joseph Paruta - soldat
- Joseph Vollaro - asociat
- Dominick Montiglio - asociat

### Familia Lucchese

#### Șef / șef interimar
- Gaetano Reina - șef (1916-1930)
- Joseph Pinzolo - șef (1930)
- Tommaso Gagliano - șef (1930–1951)
- Gaetano "Tommy Brown" Lucchese - șef (1951-1967); subșef (1931–1951)
- Carmine Tramunti - șef (1967–1974)
- Anthony Corallo - șef (1974–1986)
- Vic Amuso - șef (1987–2012)
- Alphonse D'Arco - șef interimar (1990-1991); capo (1988-1991)
- Joseph DeFede - șef interimar (1994-1998)
- Steven Crea - șef interimar (1998-2001); subșef (1994 – prezent)
- Matthew Madonna - șef interimar (2009-2017)

#### Subșef / consigliere / capo / soldat / asociat
- Anthony Casso - subșef (1987-1994)
- Salvatore Santoro - subșef (1979–1987)
- Joseph Caridi - consigliere (2003 – prezent)
- Louis Daidone - consigliere (1993-2003)
- Frank Lastorino - consigliere (1989-1993)
- Christopher Furnari - consigliere (1974–1987)
- Paul Vario - consigliere (1972–1979); capo
- Aniello Migliore - capo
- Joseph DiNapoli - capo
- Joseph Abate - capo
- Peter Chiodo - capo
- Anthony Accetturo - capo
- Salvatore Avellino - capo
- Michael Taccetta - capo
- Martin Taccetta - capo
- Salvatore Avellino - capo
- Johnny Dio - capo
- Nicodemo "Nicky" Scarfo Jr - capo
- Henry Hill - asociat (irlandez-italian)
- Thomas "Tommy" DeSimone - asociat
- Vincent Papa - asociat
- Anthony Loria Sr. - asociat

### Familia Bonanno

#### Șef / șef interimar
- Nicolo Schiro - șef (1912-1930)
- Vito Bonventre - boss (1930)
- Salvatore Maranzano - șef (1930–1931)
- Joseph "Don Peppino" Bonanno - șef (1931-1965)
- Gaspar DiGregorio - șef (1965-1966)
- Paul Sciacca - șef (1966–1971)
- Natale Evola - șef (1971–1973); subșef (1968–1971)
- Carmine Galante - șef (1975–1979); subșef (1956–1962)
- Philip Rastelli - șef (1974–1975), (1979–1991); subșef (1970–1973)
- Joseph Massino - șef interimar (1982–1987), șef (1991–2004)
- Anthony Spero - șef interimar (1987-1993)
- Vincent Basciano - șef interimar (2004-2009)
- Salvatore Montagna - șef interimar (2006-2009)
- Vincent Badalamenti - șef interimar (2010 – prezent)

#### Subșef / consigliere / capo / soldat
- Salvatore Vitale - subșef (1991–2004); a devenit informator
- Nicholas Santora - subșef de fațadă (2005 – prezent)
- Anthony Graziano - consigliere (2001 – prezent)
- Dominick Napolitano - capo
- Alphonse Indelicato - capo
- Salvatore Bonanno - consigliere (1964–1966)
- Michael Sabella - capo
- Philip Giaccone - capo
- Dominick Trinchera - capo
- Frank Coppa - capo
- Anthony Indelicato - capo
- Cesare Bonventre - soldat
- Benjamin "Lefty Guns" Ruggiero - soldat
- Thomas Pitera - soldat
- Anthony Mirra - soldat

### Familia Colombo

#### Șef / șef interimar
- Joseph Profaci - șef (1931-1961)
- Giuseppe Magliocco - subșef (1931-1962), șef (1962-1963)
- Joseph Colombo - șef (1963–1971)
- Carmine Persico - șef (1971–2019)
- Gennaro Langella - șef interimar (1981-1984)
- Victor Orena - șef interimar (1988-1992)
- Thomas Gioeli - șef interimar (2001 – prezent)
- Joel Cacace - șef interimar (2000-2004)
- Thomas Gioeli - șef interimar

#### Subșef / consigliere / capo / soldat
- John Franzese - subșef (1980-1995)
- Gennaro Langella - subșef(1972-1992)
- William Cutolo - subșe f(1992-1999)
- John DeRoss - subșef (1999-2004)
- Carmine Sessa - consigliere (1988-1993)
- Joel Cacace - consigliere (1996 – prezent)
- Charles Panarella - capo
- Vincenzo Aloi - capo
- Gregory Scarpa Sr. - capo
- Gregory Scarpa Jr. - capo
- Michael Franzese - capo
- Crazy Joe Gallo - soldat
- Ralph Scopo - soldat
- Joel Cacace - soldat

## Chicago

### Chicago Outfit

#### Șef / șef interimar
- James "Big Jim" Colosimo - șef (1903-1920)
- Johnny "The Fox" Torrio - șef (1920-1925)
- Al "Scarface" Capone - șef (1925-1931)
- Frank "The Enforcer" Nitti - șef (1932-1943)
- Paul Ricca - șef (1943–1947)
- Tony Accardo - șef (1947–1957)
- Sam „Țigara” Giancana - șef (1957–1966)
- Sam Battaglia - șef (1966-1967)
- Jackie Cerone - șef (1967-1969)
- Felix Alderisio - șef (1969–1971)
- Joseph Aiuppa - șef (1971–1986)
- Joseph Ferriola - șef (1986–1989)
- Samuel Carlisi - șef (1989-1993)
- Joseph Lombardo - șef (1993 – prezent)
- James Marcello - șef de fațadă (2003-2007)
- John DiFronzo - șef oficial (1996-2018)
- Salvatore DeLaurentis - șef interimar (2014–2018) șef oficial (2018 – prezent)

#### Subșef / consigliere / capo
- Antonio Lombardo - consigliere (1925-1928)
- Jackie Cerone - subșef (1973–1986)
- Charles Fischetti - consigliere (1929–1947)
- Paul Ricca - consigliere (1947–1957)
- Tony "Joe Batters" Accardo - consigliere (1957-1992)
- Joseph Aiuppa - consigliere (1992-1997)
- Angelo J. LaPietra - consigliere (1997–1996)
- Nicholas Santora - capo
- James Torello - capo
- Frank Calabrese - capo
- Nicholas Calabrese - capo

#### Soldat / asociat
- Jack McGurn - soldat
- Johnny Roselli - soldat
- Tony "Furnica" Spilotro - soldat
- Harry Aleman - soldat
- Charles Nicoletti - soldat
- Victor Spilotro - soldat
- Albert Anselmi - soldat
- Sam DeStefano - asociat
- Michael Spilotro - asociat
- Frank Cullotta - asociat

## Philadelphia

### Familia Bruno-Scarfo⁠(d)

#### Șef / șef interimar
- Salvatore Sabella - șef (1911-1931)
- Joseph Ida - șef (1946–1959)
- Antonio Pollina - șef interimar (1958–1959)
- Angelo Bruno - șef (1959–1980)
- Philip Testa - șef (1980–1981)
- Nicodemo Scarfo - șef (1981-1991), consigliere (1980-1981)
- John Stanfa - șef (1991-1994)
- Joseph Merlino - șef (1994 – prezent)
- Ralph Natale - șef de fațadă (1994-1999)

#### Subșef / consigliere / capo / soldat
- Phil Leonetti - subșef (1986–1989)
- Frank Sindone - capo
- Salvatore Testa - capo
- Harry Riccobene - capo

## New Jersey

### Familia DeCavalcante⁠(d)

#### Șef / șef interimar
- Sam DeCavalcante - șef (1964–1976)
- Giovanni Riggi - șef (anii 1970–2015)
- John D'Amato - șef interimar (1991-1992)
- Giacomo Amari - șef interimar (1992-1994)
- Joseph Miranda - șef interimar (2003-2006)
- Frank Guarraci - șef interimar (2006-2016)
- Charles Majuri - șef oficial (2016 – prezent)

#### Subșef / consigliere / capo / soldat
- Girolamo Palermo - subșef (1976–1989)
- Giacomo Amari - subșef (1989-1994)
- Girolamo Palermo - subșef(1994-2000)
- Joseph Miranda - subșef (2003-2005) subșef oficial (2007 - necunoscut)
- Frank Guarraci - capo
- Joseph Miranda - capo
- Gaetano Vastola - actorul subșef (1990-1991)
- Vincent Palermo - capo
- Girolamo Palermo - capo
- Giuseppe Schifilliti - capo
- Philip Abramo - capo
- Anthony Capo - soldat
- Louis Consalvo - soldat

## New England

### Familia Patriarca⁠(d)

#### Șef / șef interimar
- Gaspare Messina - șef (1916-1924)
- Raymond L.S. Patriarca - subșef (1938–1952), șef (1952–1984)
- Nicholas Bianco - subșef(1990-1991), șef (1991)
- Frank Salemme - șef (1991-2000)
- Luigi Mannochio - șef (2000-prezent)

#### Subșef / consigliere / capo / soldat / asociat
- Enrico Tameleo - subșef (1952–1968)
- Matthew Guglielmetti - capo (1991 – prezent)
- Vincent Ferrara - capo (1986–1989)
- Robert Carrozza - capo
- Ilario Zannino - consigliere (1984–1987)
- Angelo Mercurio - soldat
- Angiulo Brothers

## Detroit

### Detroit Partnership⁠(d)

#### Șef / șef interimar
- Salvatore Catalanotte - șef (1930)
- Gaspar Milazzo - șef (1930)
- Joseph Zerilli - șef (1936–1977)
- Jack Tocco - șef (1977–2014)

#### Subșef / consigliere
- Anthony Joseph Zerilli - subșef (1977-2015)
- William Tocco - subșef (1969–1972)
- Angelo Meli - consigliere (anii 1950-1969)

## Buffalo

### Familia Buffalo

#### Șef / șef interimar
- Stefano Magaddino - șef (1922–1974)
- Joseph Todaro Sr. - șef (1984-2006)
- Joseph Todaro Jr. - șef (2006 – prezent); șef interimar (1995-2006)

## Pittsburgh

### Familia LaRocca
- Frank Amato - șef (1937–1956)
- John Sebastian LaRocca - șef (1956–1978)
- Michael James Genovese - șef (1978-1984)

## Cleveland

### Familia din Cleveland⁠(d)
- Joseph Lonardo - șef (1920-1929)
- Salvatore Todaro - șef (1927-1929)
- Frank Milano - șef (1930-1935)
- Alfred Polizzi - șef (1936-1945)
- John T. Scalish - șef (1945–1976)
- James Licavoli - șef (1976–1985)
- John Tronolone - șef (1988-2013)

## Pennsylvania de Nord-Est, Upstate New York

### Familia Bufalino⁠(d)
- Giacomo "John" Sciandra - șef (1933-1940)
- Giuseppe Barbara Sr. - șef (1940-1959)
- Russell Bufalino - șef (1959-1990)
- William D'Elia - șef (1994-2008)

## Los Angeles

### Mafia din L.A.⁠(d)

#### Șef / șef interimar
- Vito Di Giorgio - șef (1909-1922)
- Rosario DeSimone - șef (1922-1925)
- Joseph Ardizzone - șef (1925-1931)
- Jack Dragna - șef (1931–1957)
- Frank DeSimone - șef (1957-1967)
- Nick Licata - șef (1967–1974)
- Dominic Brooklier - șef (1974-1984)
  - Jimmy Fratianno - șef interimar (1975–1977)

#### Subșef / consigliere / capo
- Simone Scozzari - subșef (1956–1962)
- Joseph Dippolito - subșef (1967–1974)
- Carmen Milano - subșef (1984-2006)
- Tom Dragna - consigliere (1931–1956)
- Frank Bompensiero - capo (1933-1977)
- Louis Tom Dragna - capo (1947–1985)
- Jimmy Caci - capo (sfârșitul anilor 1970– 2011)
- Mike Rizzitello - capo (1977-1990)

### Familia Cohen
- Johnny Stompanato - (1947-1952)

## Seattle

### Familia Colacurcio⁠(d)
- Frank Colacurcio - șef (anii 1950-2000)

## St.Louisa

### Familia Giordano⁠(d)
- Anthony Giordano - șef (1960–1980)
- Giovanni Vitale Jr. - șef interimar (1975-1980)
- Matthew Trupiano - șef (1982-1997)

## Kansas City

### Familia Civella⁠(d)
- Charles Binaggio - șef
- Nicholas Civella - șef
- Carl Civella - șef
- Peter Simone - subșef
- William Cammisano - șef
- Anthony Civella - șef

## New Orleans

### Familia din New Orleans⁠(d)
- Sylvestro "Silver Dollar Sam" Carolla
- Frank Todaro
- Carlos Marcello

## Tampa

### Familia Trafficante

#### Șef
- Ignazio Antinori - (șeful 1920-1940)
- Santo Trafficante Sr. - (șeful 1940–1954)
- Santo Trafficante Jr. - (șeful 1954–1987)
- Vincent LoScalzo - (șeful 1987 – prezent) [1]

#### Asociat
- Frank Ragano